# Pombalia linearifolia
Pombalia linearifolia (Vahl) Paula-Souza – gatunek roślin z rodziny fiołkowatych (Violaceae). Występuje naturalnie w Kubie, Haiti, Dominikanie, Portoryko oraz Małych Antylach. Ponadto został introdukowany w Stanach Zjednoczonych (na Florydzie) i Wietnamie. 

## Morfologia
PokrójRoślina jednoroczna lub bylina dorastająca do 10–50 cm wysokości.
LiścieBlaszka liściowa ma kształt odwrotnie jajowatego lub eliptycznie odwrotnie jajowatego do podługowato lancetowatego lub równowąsko lancetowatego. Mierzy 0,8–5,1 cm długości oraz 0,3–1,8 cm szerokości, jest niemal całobrzega, ma zbiegającą po ogonku nasadę i ostry lub tępy wierzchołek. Przylistki są od równowąskich do lancetowatych i osiągają 6–20 mm długości. Ogonek liściowy jest nagi i ma 1–6 mm długości.
KwiatyZebrane w skąpo ukwieconych gronach wyrastających z kątów pędów. Mają działki kielicha o kształcie od lancetowatego do owalnie lancetowatego. Płatki są podługowate, mają barwę od białej do niebieskawej oraz 3–5 mm długości, przedni jest od podługowatego do lancetowatego i mierzy 5–10 mm długości.
OwoceTorebki mierzące 3-5 mm średnicy, o kulistym kształcie.

## Biologia i ekologia
Rośnie w lasach, zaroślach oraz na terenach skalistych i piaszczystych. Występuje na wysokości do 200 m n.p.m.